# Hachette Book Group USA
Pour les articles homonymes, voir Hachette et HBG.
Hachette Book Group USA (HBG) est une maison d'édition appartenant à Hachette Livre, la plus grande compagnie française d'édition et la deuxième mondiale. HBG a été créé à la suite de l'acquisition par Hachette (détenu par Lagardère) de Time Warner Book Group le 31 mars 2006. Hachette Livre divise alors Time Warner Book Group en deux groupes, Hachette Book Group USA pour se concentrer sur le marché nord-américain et Little, Brown Book Group pour le Royaume-Uni. 
HBG accueille des auteurs tels que Nicholas Sparks, James Patterson, Sidney Sheldon, Nelson DeMille, Jon Stewart, David Baldacci, etc.
HBG est divisé en six divisions :
- 1) Warner Books
  - 5-Spot
  - Solana
  - Springboard Press
  - Twelve
  - Warner Aspect
  - Warner Business Books
  - Warner Forever
  - Warner Trade Paperbacks
  - Warner Vision
  - Warner Wellness
- 2) FaithWords
- 3) Center Stre
- 4) Little, Brown and Company
  - Back Bay Books
  - Bulfinch Press
  - Orbit
- 5) Little, Brown Books for Young Readers
  - LB Kids
  - Megan Tingley Books
- 6) Hachette Book Group Digital Media
  - Hachette Audio